# ニューヨークステークス
ニューヨークステークス（New York Stakes）は、アメリカ合衆国ニューヨーク州ニューヨークのベルモントパーク競馬場にて開催される競馬の競走である。

## 概要
芝10ハロンで施行され、出走条件は4歳以上牝馬限定でベルモントステークスの前日に行われている。
1940年にアケダクト競馬場にてニューヨークハンデキャップの名称で創設。1961年にベルモントパーク競馬場に移設されたが、1963年には再びアケダクト競馬場での開催となった。1973年から3年間の開催休止を挟み、1976年より再びベルモントパーク競馬場での開催に移行した。なお、2024年から2026年（予定）はベルモントパーク競馬場の改修工事のためサラトガ競馬場での開催となる。
創設当初から1962年までは牡馬・せん馬、1972年までは3歳馬も出走可能であった。
1977年からはG3、1983年からはG2にそれぞれ格付けされ、2007年より現名称となった。
2022年からG1に格上げされることになった。

## 施行距離の変遷
- 1940-1950　ダート20ハロン
- 1951-1954,2009　ダート9ハロン
- 1955-1956,1958,1961-1962　芝11ハロン
- 1959-1960　芝9ハロン
- 1963-1964,1968-1971　芝9.5ハロン
- 1965-1967,1977-1979　芝8.5ハロン
- 1972　ダート7ハロン
- 1976,1980-2008,2010-　芝10ハロン

## 近年の勝ち馬
- 2025　She Feels Pretty
- 2024　Didia
- 2023　Marketsegmentation
- 2022　Bleecker Street
- 2021　Mean Mary
- 2020　Mean Mary
- 2019　Homerique
- 2018　Fourstar Crook
- 2017　Hawksmoor
- 2016　Dacita
- 2015　Waltzing Matilda
- 2014　Riposte
- 2013　Starformer
- 2012　Mystical Star
- 2011　Giants Play
- 2010　Lady Shakespeare
- 2009　Icon Project
- 2008　Mauralakana
- 2007　Makderah
- 2006　Noble Stella
- 2005　Wend
- 2004　Wonder Again
- 2003　Snow Dance
- 2002　Owsley
- 2001　England's Legend
- 2000　Perfect Sting